# Psacadina zernyi
Psacadina zernyi är en tvåvingeart som beskrevs av Mayer 1953. Psacadina zernyi ingår i släktet Psacadina och familjen kärrflugor. Arten är reproducerande i Sverige. Inga underarter finns listade i Catalogue of Life.